# Kristof Stevelinck
Kristof Stevelinck is een Belgische politicus van Open Vld uit de gemeente Zelzate.

## Politiek
Op 4 oktober 2013 werd Kristof Stevelinck de eerste liberale burgemeester van Zelzate sinds 1933. Hij bleef slechts korte tijd burgemeester. Op 21 oktober 2013 bood hij zijn ontslag aan, zodat Frank Bruggeman burgemeester werd. Hij werd na het ontslag schepen.
Bij de gemeenteraadsverkiezingen van oktober 2018 haalde hij 564 voorkeurstemmen op de toenmalige lijst van VLD SD en werd hierdoor opnieuw gemeenteraadslid.